# Paul Verlaine
Paul Verlaine (wym. [pɔl vɛɾlɛn]; ur. 30 marca 1844 w Metzu, zm. 8 stycznia 1896 w Paryżu) –  francuski poeta. Zaliczany do grona poetów wyklętych. Przedstawiciel impresjonizmu w literaturze. Jeden z największych i najbardziej uznanych francuskich poetów. 

## Życiorys
Urodzony w Metzu, po ukończeniu szkoły średniej w Paryżu rozpoczął studia prawnicze, ale szybko je porzucił. Po rzuceniu studiów rozpoczął pracę w służbie cywilnej. Wiersze zaczął pisać już w młodości, ich styl był wzorowany na poezji parnasistów (Parnassien), w szczególności na wierszach ich lidera, Leconte’a de Lisle’a.
Pierwszy opublikowany tomik poezji, zatytułowany Poemes saturniens (1867), przyniósł Verlaine’owi uznanie i popularność pomimo ostrej krytyki ze strony Sainte-Beuve’a. Prywatne życie poety i nałóg alkoholowy zaczęły mieć coraz większy wpływ na jego twórczość. W 1872 porzucił żonę (Mathilde Maute) i syna dla poety Arthura Rimbauda. Burzliwy związek zakończył się strzelaniną – będąc pod wpływem alkoholu, powodowany zazdrością Verlaine strzelił w kierunku Rimbauda, raniąc go. Został później aresztowany i trafił do więzienia w Mons, gdzie nawrócił się na katolicyzm, co miało poważny wpływ na jego poezję. Wiersze opublikowane w tomie Romances sans paroles opisywały jego stan umysłu w tym okresie.
Po zwolnieniu z więzienia Verlaine podróżował po Anglii, gdzie pracował jako nauczyciel, pisząc także wiersze do następnego, bardzo udanego zbioru poezji Sagesse. Przebywając w Anglii zakochał się w jednym ze swoich uczniów Lucienie Letinois, który stał się dla niego natchnieniem. Po nagłej śmierci Luciena Verlaine powrócił do Francji w 1877 roku. Ostatnie lata życia Verlaine spędził w biedzie, stając się coraz bardziej niepoczytalny i coraz bardziej uzależniony od alkoholu i narkotyków. Mieszkał w slumsach i publicznych szpitalach, a całe dnie spędzał na piciu absyntu w paryskich kawiarniach.

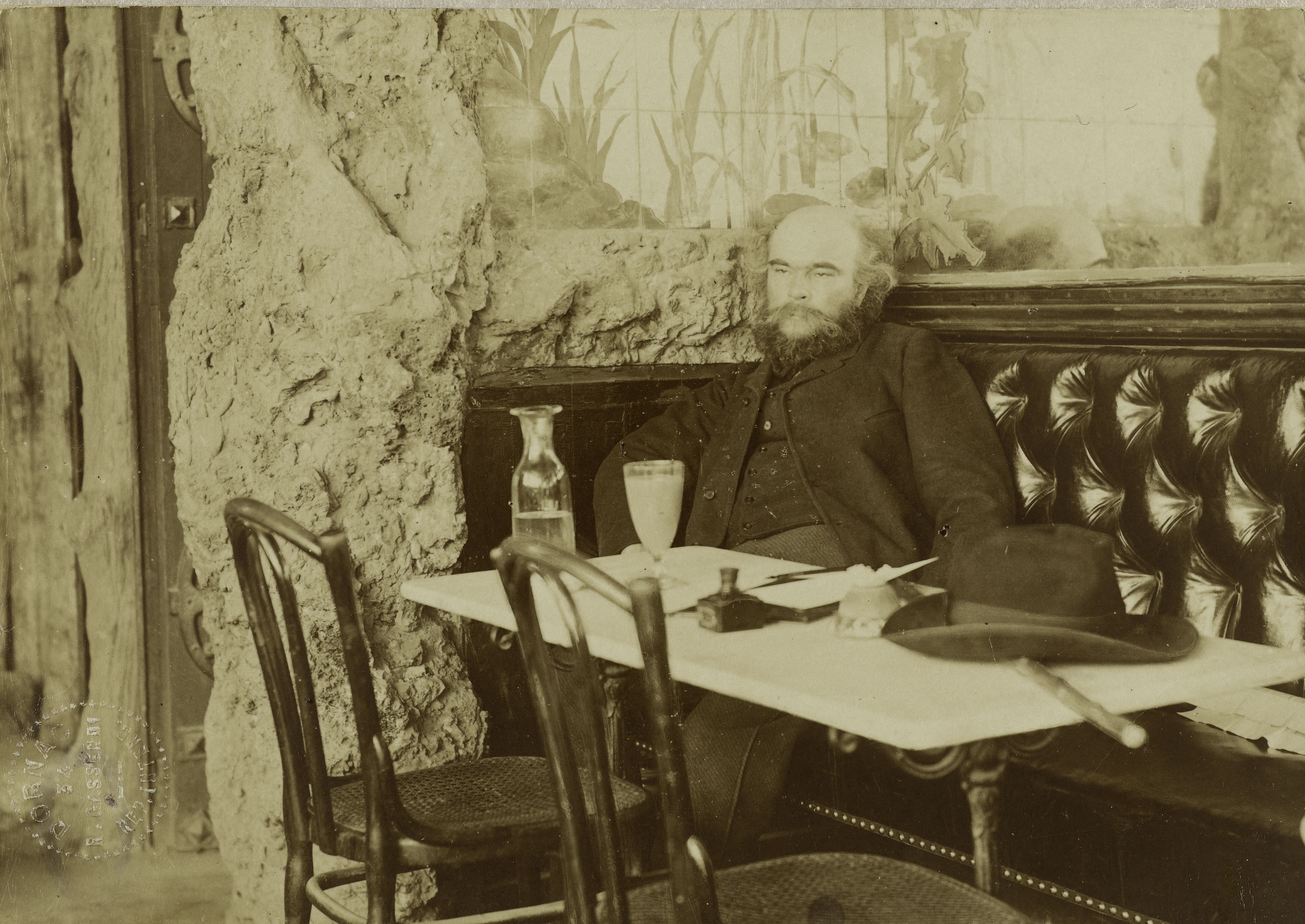
Paul Verlaine pijący absynt (1892)

Zmarł na zapalenie płuc przeżywając 52 lata. Został pochowany na cmentarzu Cimetière des Batignolles w Paryżu.

## Twórczość
Twórczość Verlaine'a zdobyła wielkie uznanie współczesnych. Jego debiut, Poematy spod znaku Saturna (1866), wskazywał na dążenia autora, który postawił sobie za cel rejestrowanie drobnych impresji, nastrojów, stanów duszy, takich jak "żal bez przyczyny". W wierszu Sztuka poetycka głosił wyższość wiersza o nieparzystej liczbie sylab, opowiadał się za poezją wolną od retoryki, uznając muzykę za najwyższą ze sztuk („muzyka nade wszystko”).

## Wpływ
Wiersz Chanson d’automne w czasie II wojny światowej służył aliantom do przekazywania kodowanych wiadomości francuskiemu ruchowi oporu.
Jego utwory cechują się wyjątkową melodyjnością. Poezja Verlaine’a była także bardzo popularna wśród muzyków, jego wiersze były często wykorzystywane jako teksty piosenek.
Istnieje bardzo wiele portretów Verlaine’a namalowanych przez francuskich malarzy, najpiękniejsze z nich są autorstwa: Henriego Fantina-Latoura, Antonia de La Gandary, Eugène’a Carrière’a, Frédérika Cazalsa i Thèophile’a-Alexandre’a Steinlena.